# أدريان ماغيري
أدريان ماغيري (بالإنجليزية: Adrian Maguire)‏ هو مدرب خيول وفارس أيرلندي، ولد في 1971.